# PS Waverley
Pour les articles homonymes, voir Waverley.
Le PS Waverley est le dernier bateau à roues à aubes à passagers du monde naviguant en mer. Il a navigué de 1946 à 1973 de Craigendoran sur le Firth of Clyde à Arrochar sur le Loch Long pour la compagnie London and North Eastern Railway puis la Caledonian Steam Packet Company (en) (actuellement la Caledonian MacBrayne). Acheté par le Paddle Steamer Preservation Society (en) (PSPS), il a été restauré pour reprendre son apparence  de 1947 et il est exploité maintenant pour des excursions de tourisme autour de la côte britannique. Il est apparu par le film Sherlock Holmes : Jeu d'ombres en 2011.
Ce bâtiment est inscrit au registre du National Historic Ships depuis 1993 et il est aussi l'un des nombreux bateaux de la National Historic Fleet depuis 2003.

## Histoire
Le PS Waverley a été baptisé du nom du premier roman de Sir Walter Scott, Waverley. Il a été construit en 1946 pour remplacer un autre Waverley construit en 1899 et qui a servi durant la Seconde Guerre mondiale comme dragueur de mines coulé en 1940 lors de l'Évacuation de Dunkerque.

Il a été construit par A. & J. Inglis (en) de Glasgow et il est entré en service en 1947 pour la London and North Eastern Railway. Au cours de sa première année de service, il portait les couleurs rouge, blanche et noire de cette compagnie ferroviaire.
La nationalisation des chemins de fer britanniques en 1948 a apporté les steamers écossais dans la Caledonian Steam Packet Company (CSP), une filiale de la British Railways Board, et les cheminées ont été repeintes jaune avec un haut noir. En 1965, un lion rouge écossais a été fixé de chaque côté des deux cheminées et la coque de Waverley a été peinte en bleu monastral jusqu'en 1970.

À partir des années 1960, une baisse progressive du trafic passager a conduit à une baisse du nombre de passages et la fermeture de nombreux arrêts. Depuis 1969 et la formation du groupe de transport écossais (Scottish Transport Group), une fusion progressive s'est faite avec la West Highland shipping and ferry company David MacBrayne Ltd. en 1973, qui est devenue société est devenue la Caledonian MacBrayne (CalMac).

## Restauration
La CalMac a retiré le Waverley après la saison 1973 car il était trop coûteux à exploiter. Le Paddle Steamer Preservation Society (en) avait déjà acheté le petit steamer PS Kingswear Castle. La CalMac, soucieuse de la préservation du Waverley l'a vendu au PSPS pour la somme symbolique d'un livre à la condition qu'il ne concurrence pas leur navire de croisière, le TS Queen Mary.
Un appel public a été lancé pour obtenir des fonds pour remettre le Waverley en état et en service. Le PSPS a ouvert une filiale Waverley Excursions comme opérateur de croisière. Il a rejoint la flotte PSPS avec le PS Kingswear Castle et le MV Balmoral.
Le navire a subi une importante restauration au chantier naval de George Prior à Great Yarmouth, financé principalement par le Heritage Lottery Fund (en). Outre les améliorations technologiques, il a retrouvé sa livrée originale de 1947.
En 2009, le navire a participé au lancement du HMS Defender sur la Clyde. En 2011, le navire a reçu de l' Institution of Mechanical Engineers (en) le 65e Prix du Patrimoine en Ingénierie.

## Service
Aujourd'hui le PS Waverley propose des excursions à partir de différents ports britanniques. Il navigue régulièrement de Glasgow et d'autres villes sur le Firth of Clyde, la Tamise, la côte sud de l' Angleterre et le canal de Bristol. Au cours de l'été, il est basé sur la Clyde, pour des excursions au départ de Glasgow, Greenock, Largs ou Ayr.